# Paquito Ortiz
Francisco Ortiz Rivas (Granada, España, 12 de agosto de 1969), conocido como Paquito, es un exfutbolista español y preparador físico que se desempeñaba como centrocampista.

## Trayectoria
Paquito, aunque nació en Granada, se formó como futbolista en Gran Canaria a donde se trasladó de niño. Tras pasar por el C. D. Maspalomas, en 1992 fichó por la U. D. Las Palmas, tras el descenso del club a segunda B. En el club amarillo cubrió nueve temporadas convirtiéndose en capitán del club y alcanzando consiguiendo dos ascensos, a Segunda en 1996 y a Primera en el 2000.
Justamente al final de la temporada siguiente, en 2001 abandonó el club canario para iniciar una nueva etapa en Escocia, uniéndose al Raith Rovers. Con dicho club también consiguió un ascenso a la máxima categoría y actuó, sin dejar de jugar, como ayudante de Calderón, también entrenador-jugador. En 2005 pasó al Hamilton Academical también escocés. Tras solo seis meses se retiró del fútbol profesional.
Como licenciado en Ciencias de la Actividad Física y el Deporte por la Universidad de Las Palmas, con postgrado en la Universidad de Loughborough, de Leicestershire, Inglaterra, se especializa en la preparación física. Su primera experiencia en esta actividad la realizó en el Albacete Balompié, también con Antonio Calderón.
Tras dejar el "Alba" marchó a Arabia Saudita, llamado por el seleccionador de dicho país, López Caro, para dedicarse a las selecciones juveniles.
En 2017 volvió a la U. D. Las Palmas para ejercer de ayudante de Manolo Márquez al frente del primer equipo, en su tercer año consecutivo en Primera. Fue entrenador interino del club entre el cese de Pako Ayestarán el 30 de noviembre de 2017 y la llegada de su sustituto. Su primer partido se saldó con una victoria.

## Clubes
| Club                | País    | Año       |
| ------------------- | ------- | --------- |
| C. D. Maspalomas    | España  | 1990-1992 |
| U. D. Las Palmas    | España  | 1992-2001 |
| Raith Rovers        | Escocia | 2001-2005 |
| Hamilton Academical | Escocia | 2005      |